# Rosa pisocarpa
Espèce
Rosa pisocarpa, le rosier pisocarpe, est une espèce de plantes à fleurs de la famille des Rosaceae. C'est un rosier classé dans la section des Cinnamomeae, originaire d'Amérique du Nord.

## Description
C'est un buisson touffus pouvant atteindre 1 à 2 mètres de haut à tiges munies de nombreux aiguillons et petites feuilles comportant 5 à 7 petites folioles (de 1 à 4 cm).
Les fleurs qui éclosent de juin à août, sont simples, groupées en petits bouquets, de couleur rose lilas. Les fruits, de la grosseur d'un pois, sont rouge vif et globuleux.